# یک (بهتره با سال تماس بگیری)
یک (به اسپانیایی:Uno) اولین قسمت مجموعه تلویزیونی بهتره با سال تماس بگیری، محصول شبکه ای‌ام‌سی است که در هشتم فوریه ۲۰۱۵ پخش شد. نویسندگی این قسمت را خالقان مجموعه، وینس گیلیگان و پیتر گولد بر عهده داشتند. گیلیگان در کنار نویسندگی، کارگردانی این قسمت را نیز بر عهده داشت.
شروع داستان در سال ۲۰۰۲ است، یعنی ۶ سال پیش از اینکه وکیل داستان، ساول گودمن، با والتر وایت (برایان کرانستون) آشنا شود.
قسمت اول این مجموعه موفق به کسب بازخوردهای مثبت منتقدین شد. همچنین با داشتن بیش از ۶٫۹ میلیون بیننده، رکوردی از خود در تاریخ شبکه‌های کابلی آمریکا به عنوان کسب‌کننده بالاترین رتبه قسمت اول یک سریال، از خود به جا گذاشت.

## داستان
داستان فیلم با نمایش ساول گودمن در زمان حاضر شروع می‌شود. وی به عنوان کارگر یک کافی‌شاپ در خانه خود در حال استراحت و مشغول مشاهده نوار ویدئویی از تبلیغات خود با ناراحتی است.
سپس داستان به زمان سال ۲۰۰۲ برگشته و گودمن را که یک وکیل مدافع و با نام «جیمی مک‌گیل» است و در حال دفاع از سه نوجوان مجرم است را نشان می‌دهد. این سه نوجوان متهم به بریدن سر یک جسد و تجاوز به آن بودند. مک‌گیل در تلاش بود حرکات آن‌ها را اشتباهی کودکانه جلوه داده و دادگاه آن‌ها را مورد عفو قرار دهد که موفق نمی‌شود. سپس بعد از ختم جلسه، در راهروی دادگاه نسبت به کم بود پرداختی به وی شکایت می‌کند. زمانی که مک‌گیل به پارکینگ می‌رود، یک مشتری با او تماس گرفته و وی با تغییر صدای خود وانمود می‌کند که منشی در حال حرف زدن با آن‌ها است و قرار ملاقاتی با آن‌ها تنظیم می‌کند تا آن‌ها را در رستورانی ببیند. در حین خروج از پارکینگ دادگاه وی «مایک» (جاناتان بانکز را که نگهبان پارکینگ دادگاه بود را می‌بیند و جر و بحثی بین آن‌ها بر سر اینکه مک‌گیل برچسب مربوط به دادگاه جهتن خروج از پارکینگ را ندارد.
مک‌گیل در رستوران به دیدار مشتریانی که با وی تماس گرفته بودند می‌رود. مشتریان زوج جوانی به نام کتلمن بودند که دچار مشکل حقوقی بوده ولی در عین حال حس خوبی نسبت به مک‌گیل نداشتند. بعد از پایان گفتگو، و با توجه به اینکه قرارداری ثبت نشد، مک‌گیل که نمی‌خواست آن‌ها را به عنوان مشتری از دست بدهد، در حین رانندگی با تلفن همراه خود سفارش دسته گلی را برای آن‌ها می‌دهد ولی برای پرداخت با مشکل روبه‌رو شده و حساب بانکی‌اش خالی بود. در همین حین، ناگهان با یک اسکیت‌باز نوجوان تصادف می‌کند. برادر این نوجوان که در حال فیلمبرداری بود مک‌گیل را تهدید می‌کند که یا به آن‌ها پول بدهد یا اینکه با پلیس تماس خواهد گرفت. در پاسخ نیز مک‌گیل به نوجوان به زمین افتاده لگدی زده و آن‌ها را فریبکار معرفی می‌کند. سپس به دفتر کارش می‌رود. دفتر وی در اتاق دیگ بخار یک سالن زیبایی ویتنامی است. بعد از بررسی تلفن وقتی متوجه می‌شود پیامی ندارد، صندوق نامه‌های خود را باز کرده و متوجه چکی ۲۶٫۰۰۰ دلاری از شرکتی که برادرش در آنجا کار می‌کرد، می‌شود. جیمی مک‌گیل به شرکت رفته و آن‌ها را متهم می‌کند که سعی دارند راهی برای دور زدن برادرش پیدا کنند. در حین بازگشت نیز متوچه می‌شود زوج جوانی که در رستوران با آن‌ها قرار گذاشته بود به این شرکت آمده و مشتری این شرکت شدند.
سپس مک‌گیل به دیدار برادرش «چاک» می‌رود. خانه چاک تاریک و بدون هیچ نوری بود. در ادامه مک‌گیل به سراغ دو اسکیت‌بازی می‌رود که با ماشین‌ها به شکل دروغین تصادف کرده و درخواست پول می‌کردند. وی با آن‌ها هماهنگی‌های لازم را جهت ایجاد یک تصادف دروغین با ماشین همسر مشتری‌اش (که در رستوران با آن‌ها دیدار داشت) می‌کند، این دو اسکیت‌باز طبق برنامه با ماشین تصادف می‌کنند، اما ماشین از صحنه تصادف فرار می‌کند. اسکیت‌بازها به دنبال ماشین می‌روند. آن‌ها که پیش‌تر هدف اصلی را ندیده بودند، گمان می‌کردند این ماشین همان ماشین هدف است و از مالک ماشین که پیرزنی مکزیکی بود تقاضای پول کردند و پیرزن هم آن‌ها را به خانه خود برد. مک‌گیل که در این حین با تماس با اسکیت‌بازها متوجه محل آن‌ها می‌شود، خود را به محل رسانده و سعی در نجات آن‌ها می‌کند، اما توسط مردی مسلح به نام «توکو سالامانکا» (ریموند کروز) با زور به داخل خانه کشیده می‌شود.

## پیوندها
- یک در وب‌سایت ای‌ام‌سی
- یک در بانک اطلاعات اینترنتی فیلم‌ها